# Artillery
Artillery — трэш-метал-группа из Дании. Способствовала развитию жанра «трэш-метал» на раннем этапе его формирования.

## История

### Первые три альбома, распад
Группа была сформирована в 1982 году в пригороде Копенгагена Таасрупе. Основатели — братья Штютцер, Майкл (гитара) и Мортен (бас), а также Йорген Сандау (гитара) и Карстен Нильсен (ударные). На должность вокалиста был принят Пер Онинк. Однако, последний в группе долго не задержался. Следующим вокалистом группы стал Карстен Лохманн. С ним были выпущены демо «Shellshock» и «Deeds Of Darkness».
Хотя группе и удалось при помощи этих демо привлечь к себе внимание, настоящий успех произошёл лишь с появлением нового вокалиста — Флемминга Ронсдорфа.
В 1985 году английским лейблом Neat Records был выпущен дебютный альбом группы — Fear of Tomorrow. Релиз получил настолько широкие отклики, что с Карстеном Нилсеном связался Quorthon — лидер шведской блэк группы Bathory, чтобы пригласить его в свою группу. Нилсен отклонил предложение. В 1987 был выпущен их второй альбом — Terror Squad, ставший классикой жанра. В 1989 гитарист Йорген Сандау (Jørgen Sandau) покинул группу. Басист Мортен Штютцер (Morten Stützer) занял его место, предоставив бас новичку Петеру Торслунду (Peter Thorslund). Третий альбом, By Inheritance, был выпущен в 1990 году на LP и на CD, лейблом Roadrunner Records. В этот период в музыкальном плане в прессе группу сравнивали с группой Metallica, к тому же, продюсером альбома By Inheritance выступил Флемминг Расмуссен, сотрудничавший с Metallica, однако сами музыканты Artillery не видели сходства с американской группой, хотя и признавали её влияние.
В 1991 году группа была расформирована. В дальнейшем братья Штютцер играли в группе Missing Link, а вокалист Флемминг Ронсдорф присоединился к группе, в большинстве своём исполнявшей кавер-версии The Beatles. Однако, несмотря на распад, Мортен пытался до 1994 года поддерживать функционирование группы и даже было дано несколько концертов в Германии.

### Воссоединение, новые релизы
После того как в 1998 году лейблом Mighty Music была выпущена компиляция Deadly Relics, содержащая композиции с ранних демозаписей коллектива, а также одну новую песню, группа была преобразована для записи четвёртого альбома B.A.C.K., выпущенного в 1999 году лейблом Die Hard Music. В 1998 году французским лейблом Axe Killer Records были переизданы первые два альбома коллектива. В 2007 году ограниченным тиражом был выпущен 4-х дисковый boxset Through the Years, содержащий четыре альбома, дополненные бонусами в виде демозаписей. 6 ноября 2007 года Майкл Штютцер на официальном сайте Artillery подтвердил, что они вновь собрались вместе и репетируют старый материал, а также готовят новые песни. Рассматривается вероятность записи нового студийного альбома, однако, вокалист Флемминг Ронсдорф в работе не задействован и группа ведёт прослушивание кандидатов на его место.
27 ноября на официальном сайте появилась информация о том, что новым вокалистом группы будет Сёрен Адамсен (Søren Adamsen). В течение 2008 года группа совершила турне по Европе, в ходе которого был записан DVD живого выступления на фестивале «Металмания» (Metalmania) в Катовице (Польша). В апреле 2009 года были опубликованы две песни с предстоящего альбома When Death Comes.
В качестве названия своего нового альбома, вышедшего 21 марта 2011 года на лейбле Metal Mind Productions, Artillery выбрали My Blood. Диск был записан в студии Medley в Копенгагене с продюсером Сореном Андерсеном.
В мае 2012 года группу покинул один из основателей коллектива барабанщик Карстен Нильсен. Последним концертом в Дании для него стало выступление в честь тридцатилетия группы 4 мая в клубе Kings And Lions в Копенгагене. Карстен покинул группу по личным причинам. В июне 2012 года ему на замену был взят Джошуа Мадсен.
В 2016 году Artillery отправилась с гастрольной поездкой в Тбилиси. 11 декабря 2016 года Майкла Бастхольма Даля на концерте заменил вокалист московской группы Archontes Андрей Федоренко.

## Состав

### Текущий состав
- Майкл Бальсторм Даль — вокал (2012—настоящее время)
- Михаэль Штютцер — гитара (1982–1991, 1998–2000, 2007—настоящее время)
- Краен Миер — гитара (2019—настоящее время)
- Питер Торслунд — бас-гитара (1988–1991, 2007—настоящее время)
- Джошуа Мэдсен — ударные (2012—настоящее время)

### Бывшие участники
- Флемминг Ренсдорф — вокал (1984–1991, 1998–2000)
- Пер Онинк — вокал (1982–1983)
- Карстен Ломанн — вокал (1983–1984)
- Сорен Нико Адамсен — вокал (2007–2012)
- Йорген Сандау — ритм-гитара (1982–1988)
- Мортен Штютцер — гитара (1988–1991, 1998–2000, 2007–2019; умер в 2019), бас-гитара (1982–1988, 1998–2000)
- Пер М. Йенсен — ударные (1998–2000)
- Карстен Н. Нильсен — ударные (1982–1991, 2007–2012)

## Дискография

### Студийные альбомы
- Fear of Tomorrow (1985)
- Terror Squad (1987)
- By Inheritance (1990)
- B.A.C.K. (1999)
- When Death Comes (2009)
- My Blood (2011)
- Legions (2013)
- Penalty By Perception (2016)
- The Face of Fear (2018)
- X (2021)

### Демо
- We Are the Dead (1983)
- Shellshock (1984)
- Deeds of Darkness (1984)
- Fear of Tomorrow (1985)
- Terror Squad (1986)
- Khomaniac (1989)
- The Mind Factory (1992)

### Сборники и бокс-сеты
- Terror Squad / Fear of Tomorrow (1990)
- Deadly Relics (1998)
- Through the Years (2007)
- In the Trash (2019)

### Видео
- One Foot in the Grave, the Other One in the Trash (2008)